# 야치마타역
야치마타역(일본어: 八街駅, やちまたえき 야치마타에키[*])은 일본 지바현 야치마타시에 위치한 동일본 여객철도의 철도역이다.

## 역 구조
2면 3선의 복합 승강장을 가진 지상역으로, 교상역사(선상역사)를 보유하고 있다. 현재의 역사는 2004년 4월에 완성한 것으로, 배리어 프리 설비가 갖추어져 있다. 역사의 디자인은 야치마타 시의 한자 "八"과 야치마타 시의 특산품 땅콩의 껍질을 상징화한 곡선형의 디자인을 취하고 있다.

### 승강장
| 1    | ■ 소부 본선 (상행) | 사쿠라・지바・후나바시・긴시초・도쿄・신주쿠 방면 |
| 2・3 | ■ 소부 본선 (하행) | 나루토・요카이치바・조시 방면 (회차 가능)         |

## 역사
- 1897년 5월 1일 - 소부 철도의 역으로서 개업하였다.
- 1907년 9월 1일 - 국유화에 따라 일본국유철도의 소속이 되었다.
- 1914년 5월 18일 - 지바 현영 철도 야치마타 선의 개업으로 환승역이 되었다.
- 1926년 - 두 번째 역사가 건설되었다.
- 1940년 5월 14일 - 야치마타 선이 폐지되어 다시 단독역이 되었다.
- 1974년 10월 26일 - 사쿠라 역 ~ 조시 역 간이 전철화되었다.
- 1982년 11월 15일 - 화물 취급을 중단하였다.
- 1987년 4월 1일 - 민영화에 따라 동일본 여객철도의 소속이 되었다.
- 1991년 3월 16일 - 소부 쾌속선 쾌속 열차의 종착역이 되었다. 1999년 12월에는 쾌속 열차가 나루토역까지 운행하게 됨에 따라 중간정차역이 되었다.
- 1996년 - 자동개찰기를 설치하였다.
- 2001년 11월 18일 - 스이카의 사용이 가능해졌다.
- 2004년 4월 1일 - 현재의 역사가 완성되어, 교상역(선상역)으로 전환하였다.

## 인접정차역
| ■ 동일본 여객철도 소부 본선 | ■ 동일본 여객철도 소부 본선 | ■ 동일본 여객철도 소부 본선 |
| --------------------------- | --------------------------- | --------------------------- |
| 사쿠라 지바 방면            | 쾌속 (상행 1회 전용)        | 나루토 조시 방면            |
| 에노키도역 지바 방면        | 보통                        | 휴가 조시 방면              |